# 魏克兴
魏克兴（1963年2月13日—）是一名已退役的中国足球运动员，祖籍为青岛市，是20世纪80年代北京队的主力球员之一，后期亦曾在日本富士通（即今川崎前锋）和香港愉园效力，中国足球职业化后回到北京国安，1997年退役后在国安教练组工作，后曾三次担任主教练，离开一线队后又曾担任技术部主任，现为国安俱乐部体育战略发展部总监。

## 生平

### 球员生涯
魏克兴的父亲魏述坤是北京十里堡国棉一厂干部，曾是厂篮球队主力，自身并无足球背景。魏克兴在六一小学、三里屯一小就读时均表现出足球天赋，1974年被选拔到工人体育场业余体校时被分到田径班，1977年被调到足球班，1978年6月进入北京青年二队，成为专业足球队员，当时的位置为前卫，1980年进入北京一线队，同年12月入选中国国家青年足球队。1981年，魏克兴曾因肝炎住院，1983年病愈复出，同年被选入国家二队担任主力右前卫。1985年世界杯预选赛前夕，魏克兴和吴群立被中国国家足球队时任主教练曾雪麟急招到一队，但不久便遭遇五一九事件，无缘1986年世界杯。
1987年，魏克兴加入中国共产党，入党介绍人为沈祥福和杨祖武（时任北京市体委足球班班主任）。沈祥福1988年东渡日本，加入JSL球队富士通，1991年退役后留队担任助理教练，魏克兴也于1991年下半年与高升一同转会至富士通队（当时中国足协规定男性球员年满28岁可以转会至国外球队），此两人与早先转会的杨朝晖成为富士通阵中的三名外籍球员。
1993年，时任国足主教练施拉普纳通过国家体委将魏克兴从日本急招回国参加1994年世界杯亚洲区预选赛，但魏克兴并未被施拉普纳充分信任，最终中国队在第一阶段折戟伊尔比德，未能出线。同年，魏克兴随北京足球队（当时已成立国安俱乐部）参加了第七届全运会，获得全运会亚军。1993年11月，魏克兴转赴香港加入愉園體育會，参加1993–94年香港甲組足球聯賽，1994年回到北京国安参加职业化后首届甲A联赛，当时在国安的球衣号码为9号（赛季初原定的9号球员翟飙因体能测试未过关无法参赛）。同年，魏克兴随国家队获广岛亚运会足球比赛银牌。
1994年甲A联赛结束后，当时已是JFL球队的富士通致信魏克兴，希望他重返该队，魏克兴遂于1995年再赴日本。1995赛季结束后，由于开始职业化改革的富士通队准备采取“巴西化政策”，魏克兴等中国球员离队回国。1996年，魏克兴回到国安队，球衣号码改为6号，当年足协杯决赛更以队长身份上场，但在比赛的前20分钟内连续两次被对手铲伤后不得不被担架抬下场，最终北京国安战胜济南泰山将军，获得该届足协杯冠军。1997赛季结束后，魏克兴因膝关节伤病难以治愈而退役，开始担任国安队助理教练，但在1998年4月12日对阵土库曼斯坦球队科佩达格的97-98亚优杯三四名决赛中，国安主帅沈祥福派出已成为助理教练、临时报名参赛的魏克兴上场，扭转了缺兵少将的国安队前60分钟打不开局面的颓势，最终国安以4比1获得亚优杯季军。

### 执教生涯
2000赛季初期，由于在当年甲A联赛开局三连败，国安队于2000年4月5日决定暂时由中方教练组成员魏克兴作为临时执行教练，带队参加第四轮与四川全兴的比赛，南斯拉夫籍主教练乔利奇则被责成“在未来负责向国安队寻找和推荐新外援的工作”，但实质上已经“下课”，并于4月17日离开中国，此后魏克兴仍以“执行教练”的身份带队，直至2000年6月27日才被“扶正”为主教练。2001年，魏克兴继续担任国安队主教练，但该赛季战绩同样欠佳，赛季末期国安甚至有意让鲍比·霍顿接替魏克兴的帅位，但最终谈崩。
2002年1月7日，国安队主教练一职由柳普科·彼德洛维奇接任，魏克兴改任俱乐部副总经理。2003年4月，当时冠名为北京现代队的国安俱乐部在主教练卡洛斯下课后由领队魏克兴全面负责球队的训练，同年10月魏克兴在彼德洛维奇下课后成为教练组副组长（当时教练组组长为杨祖武），最终现代队保住中超资格。
2004年，甲A联赛改为中超联赛，魏克兴成为国安俱乐部在“中超元年”的执行主教练。同年12月23日，曾将魏克兴引荐到富士通的沈祥福正式接替魏克兴的主教练职务，魏克兴再次成为助理教练，2005年接替杨祖武，成为球队领队。同年8月，魏克兴成为国安俱乐部副总经理，开始负责青少年梯队建设。
2006年，国安俱乐部将青少部主任洪元硕调到一队担任领队，辅佐沈祥福出任助理教练。2007年，魏克兴重新担任领队，直至2009年9月16日因国安主场负于当时的争冠对手长春亚泰而与主教练李章洙同时离任。
2010年9月21日，因国安队连续6轮不胜，魏克兴再次出任“救火队员”，接替洪元硕的主教练职务，最终国安队在该赛季中超联赛仅排名第五，无缘亚冠。2011年，哈伊梅·帕切科接任国安队主教练，魏克兴再次出任国安领队，直至2016年5月扎切罗尼因战绩不佳下课，魏克兴也不再担任一队领队。
离开一线队的魏克兴于2017年成为国安俱乐部青训主任，2019年改任俱乐部技术部主任，2021年改任俱乐部体育战略发展部总监。